# Sid Caesar
Isaac Sidney "Sid" Caesar, född 8 september 1922 i New York i New York, död 12 februari 2014 i Beverly Hills, Los Angeles, Kalifornien, var en amerikansk komiker, skådespelare, författare och musiker.

## Filmografi i urval
- 1946 – Sjömän på vift
- 1947 – Hemlig eld
- 1963 – En ding, ding, ding, ding värld
- 1967 – Guide för gifta män
- 1967 – Allt upp och ner
- 1974 – Katastroflarm
- 1976 – Det våras för stumfilmen
- 1977 – Det bränns farsan
- 1978 – Grease
- 1978 – Snacka om deckare, alltså!
- 1981 – Det våras för världshistorien, del 1
- 1982 – Grease 2
- 1997 – Ett päron till farsa i Las Vegas